# Table isiaque
 (août 2021).
Si vous disposez d'ouvrages ou d'articles de référence ou si vous connaissez des sites web de qualité traitant du thème abordé ici, merci de compléter l'article en donnant les références utiles à sa vérifiabilité et en les liant à la section « Notes et références ».

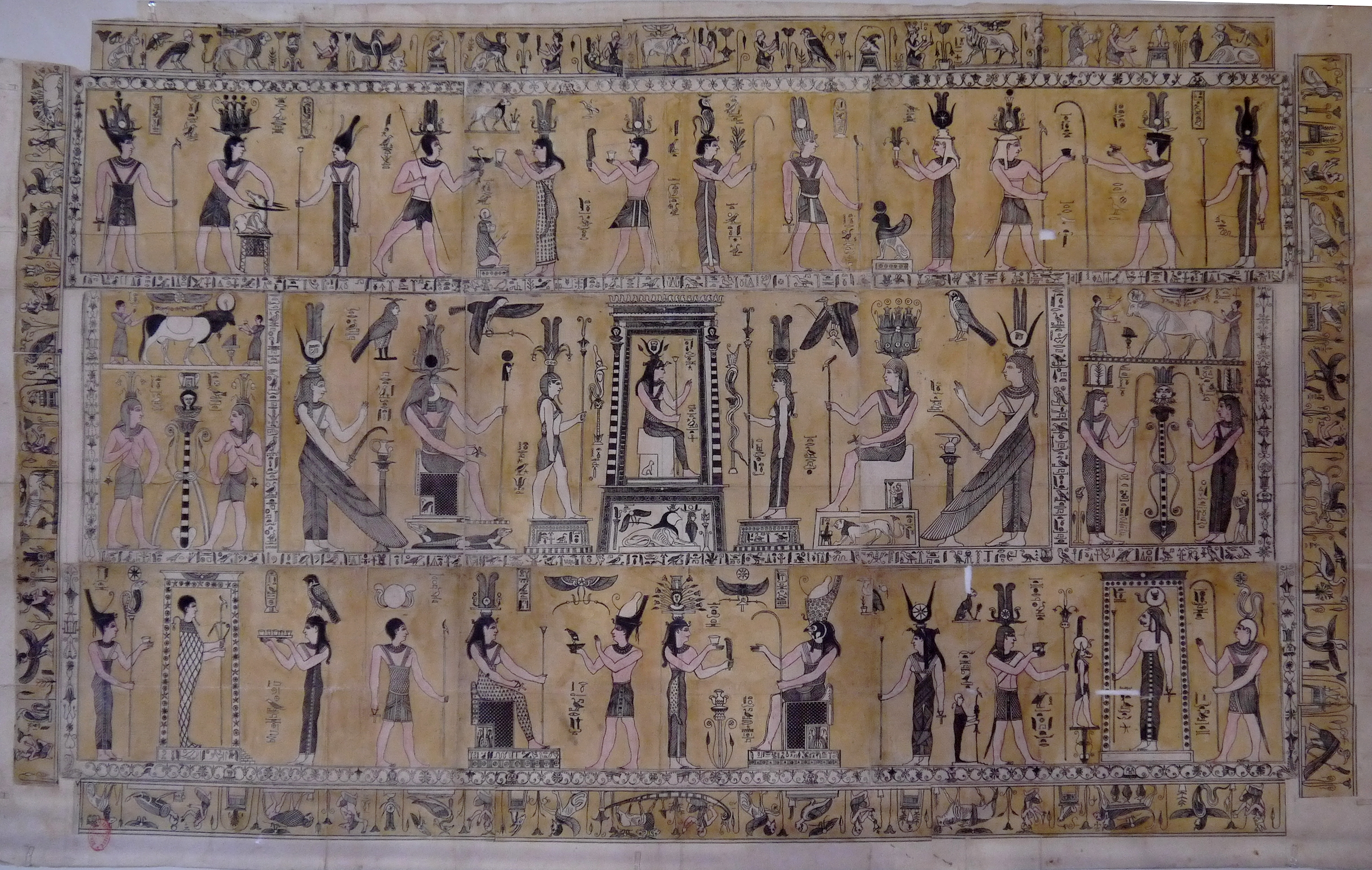
Table isiaque, reproduction dans Vestustissimæ tabulæ aeneæ sacris Ægyptiorum simulachris cœlatæ accurata explicatio, par Lorenzo Pignora et publié à Venise en 1605.

La table isiaque ou table bembine est une table de cuivre sur laquelle on voit représentés la figure et les mystères d'Isis, ainsi que la plupart des divinités égyptiennes, avec leurs attributs distinctifs. Les hiéroglyphes transcrits sont approximatifs.
Elle fut trouvée lors du sac de Rome de 1527 et acquise par le cardinal Bembo. Elle est probablement d'origine romaine. On peut la voir au musée égyptologique de Turin. Prise de guerre de Napoléon Ier elle est emportée en France et rendue à l'Italie en 1815.

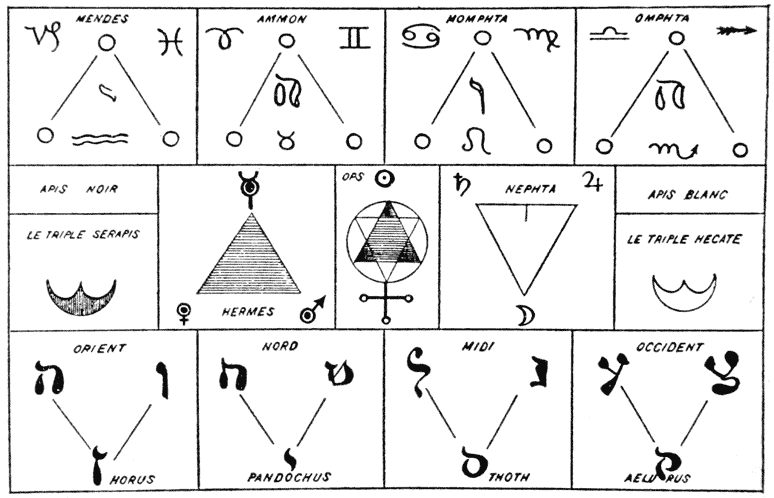
Clé de déchiffrage, selon Éliphas Lévi, de la table bembine des Isis, dans Histoire de la magie, 1859.